# Лиманне (Миколаївський район)
Лима́нне —  село в Україні, у Чорноморській сільській громаді Миколаївського району Миколаївської області. Населення становить 43 особи. Колишній орган місцевого самоврядування — Кам'янська сільська рада.

## Населення

### Мова
Розподіл населення за рідною мовою за даними перепису 2001 року:
| Мова       | Кількість | Відсоток |
| ---------- | --------- | -------- |
| українська | 40        | 93.02%   |
| румунська  | 2         | 4.65%    |
| російська  | 1         | 2.33%    |
| Усього     | 43        | 100%     |